# Кубок Уельсу з футболу 2014—2015
Кубок Уельсу з футболу 2014–2015 — 128-й розіграш кубкового футбольного турніру в Уельсі. Титул здобув вп'яте клуб Нью-Сейнтс.

## Календар
| Раунд                        | Дата                 | Матчі | Клуби     |
| ---------------------------- | -------------------- | ----- | --------- |
| Перший кваліфікаційний раунд | 30-31 серпня 2014    | 56    | 195 → 139 |
| Другий кваліфікаційний раунд | 13-14 вересня 2014   | 47    | 139 → 92  |
| Перший раунд                 | 3-4 жовтня 2014      | 40    | 92 → 52   |
| Другий раунд                 | 7-15 листопада 2014  | 20    | 52 → 32   |
| Третій раунд                 | 29-30 листопада 2014 | 16    | 32 → 16   |
| 1/8 фіналу                   | 7-10 лютого 2015     | 8     | 16 → 8    |
| Чвертьфінали                 | 7-8 березня 2015     | 4     | 8 → 4     |
| Півфінали                    | 4-5 квітня 2015      | 2     | 4 → 2     |
| Фінал                        | 2 травня 2015        | 1     | 2 → 1     |

## Третій раунд
| Команда 1             | Рахунок | Команда 2                  |
| --------------------- | ------- | -------------------------- |
| 29 листопада 2014     |         |                            |
| Гресфорд Атлетік (3)  | 5:0     | Сент-Асаф Сіті (4)         |
| Коннаг'с Куей Номандс | 5:3     | Монмут Таун (2)            |
| Тайгер Бей (7)        | 0:4     | Кайрсус (2)                |
| Аван Лідо (2)         | 0:3     | Лланраедр-им-Мочнент (3)   |
| Ейрбас                | 5:0     | Гейверфордвест Каунті (2)  |
| Бала Таун             | 2:1     | Порт-Толбот Таун           |
| Беклі Таун (2)        | 0:1     | Голівел Таун (3)           |
| Кардіфф МЮ (2)        | 4:1     | Престатін Таун             |
| Кевн Друїдс           | 1:5     | Аберіствіт Таун            |
| Ньютаун               | 2:0     | Ноумадс оф Коннас Куей (3) |
| Ріл                   | 2:1     | Гойтр (2)                  |
| Бангор Сіті           | 1:0     | Гадн Вілидж (2)            |
| Конві Боро (2)        | 4:3     | Британ Феррі Ллансавел (2) |
| Пенринкоч (3)         | 0:5     | Каерау (Елай) (2)          |
| 30 листопада 2014     |         |                            |
| Карнарвон Таун (2)    | 2:3     | Нью-Сейнтс                 |
| Анді Атлетік (3)      | 2:4     | Кармартен Таун             |

## 1/8 фіналу
| Команда 1                | Рахунок         | Команда 2            |
| ------------------------ | --------------- | -------------------- |
| 7 лютого 2015            |                 |                      |
| Каерау (Елай) (2)        | 0:4 дч          | Кармартен Таун       |
| Лланраедр-им-Мочнент (3) | 2:4             | Ріл                  |
| Бангор Сіті              | 3:0             | Конві Боро (2)       |
| Кардіфф МЮ (2)           | 1:4             | Ейрбас               |
| Коннаг'с Куей Номандс    | 2:2 дч пен. 4:3 | Бала Таун            |
| Голівел Таун (3)         | 0:0 дч пен. 2:3 | Аберіствіт Таун      |
| 8 лютого 2015            |                 |                      |
| Нью-Сейнтс               | 3:0             | Гресфорд Атлетік (3) |
| 10 лютого 2015           |                 |                      |
| Кайрсус (2)              | 2:3             | Ньютаун              |

## 1/4 фіналу
| Команда 1             | Рахунок         | Команда 2  |
| --------------------- | --------------- | ---------- |
| 7 березня 2015        |                 |            |
| Аберіствіт Таун       | 1:1 дч пен. 2:4 | Ейрбас     |
| Бангор Сіті           | 1:2             | Ньютаун    |
| Коннаг'с Куей Номандс | 0:1             | Нью-Сейнтс |
| 8 березня 2015        |                 |            |
| Кармартен Таун        | 1:2             | Ріл        |

## Півфінали
| Команда 1     | Рахунок | Команда 2 |
| ------------- | ------- | --------- |
| 4 квітня 2015 |         |           |
| Ньютаун       | 2:1     | Ріл       |
| 5 квітня 2015 |         |           |
| Нью-Сейнтс    | 4:2     | Ейрбас    |

## Фінал
| 2 травня 2015 15:30 (CET) |

| Нью-Сейнтс                | 2:0      | Ньютаун |
| ------------------------- | -------- | ------- |
| М.Вільямс 54', 83' (пен.) | Протокол |         |

| «Латем Парк», Ньютаун Глядачів: 1 579 Арбітр: Дін Джон |